# Anthony Herbert
Anthony Gerrard Herbert (Brisbane, 13 de agosto de 1966) es un ex–jugador australiano de rugby que se desempeñaba como centro. Es hermano mayor del también jugador de rugby Daniel Herbert.

## Selección nacional
Fue convocado a los Wallabies por primera vez en mayo de 1987 para enfrentar a la débil Corea del Sur (test–match), su buena actuación en este partido le permitió ser convocado a la primera Copa Mundial días después y disputó su último partido en agosto de 1993 frente a los Springboks (test–match). Se trató de un jugador de paso irregular en su seleccionado, en total jugó 10 partidos y solo marcó un try.

### Participaciones en Copas del Mundo
Participó de Nueva Zelanda 1986 donde con un solo partido en su haber Alan Jones lo convocó como suplente de Brett Papworth y el capitán Andrew Slack. En Inglaterra 1991 se consagró campeón del Mundo, Bob Dwyer lo convocó como suplente de Tim Horan y Jason Little por lo que solo jugó frente a Manu Samoa en el partido de rival más accesible y no marcó puntos.
| Mundial                       | Sede          | Resultado     | PJ | Tries |
| ----------------------------- | ------------- | ------------- | -- | ----- |
| Copa Mundial de Rugby de 1987 | Nueva Zelanda | Cuarto puesto | 1  | 0     |
| Copa Mundial de Rugby de 1991 | Inglaterra    | Campeón       | 1  | 0     |

## Palmarés
- Campeón del South Pacific Championship de 1992.
- Campeón del Super 10 de 1994 y 1995.